# 內斯泰倫基 (哈爾科夫區)
49°58′18″N 35°53′0″E / 49.97167°N 35.88333°E
內斯泰倫基（烏克蘭語：Нестеренки）是位於烏克蘭東部的村莊，由哈爾科夫州哈爾科夫區的柳博滕市鎮負責管轄。該村始建於1750年，面積0.83平方公里，海拔高度163米，2001年人口200，人口密度每平方公里241人。